# Bassing
Bassing est une commune française située dans le département de la Moselle, en région Grand Est.

## Géographie
| Marimont-lès-Bénestroff | Nébing     | Molring           |
| Bourgaltroff            | Bassing    | Guinzeling        |
|                         | Bidestroff | Domnon-lès-Dieuze |

### Hydrographie
La commune est située dans le bassin versant du Rhin au sein du bassin Rhin-Meuse. Elle est drainée par le ruisseau des Roses et le ruisseau de Mane.
Le ruisseau des Roses, d'une longueur totale de 11,9 km, prend sa source dans la commune  et se jette  dans la Rode en limite de Munster et de Givrycourt, après avoir traversé six communes.

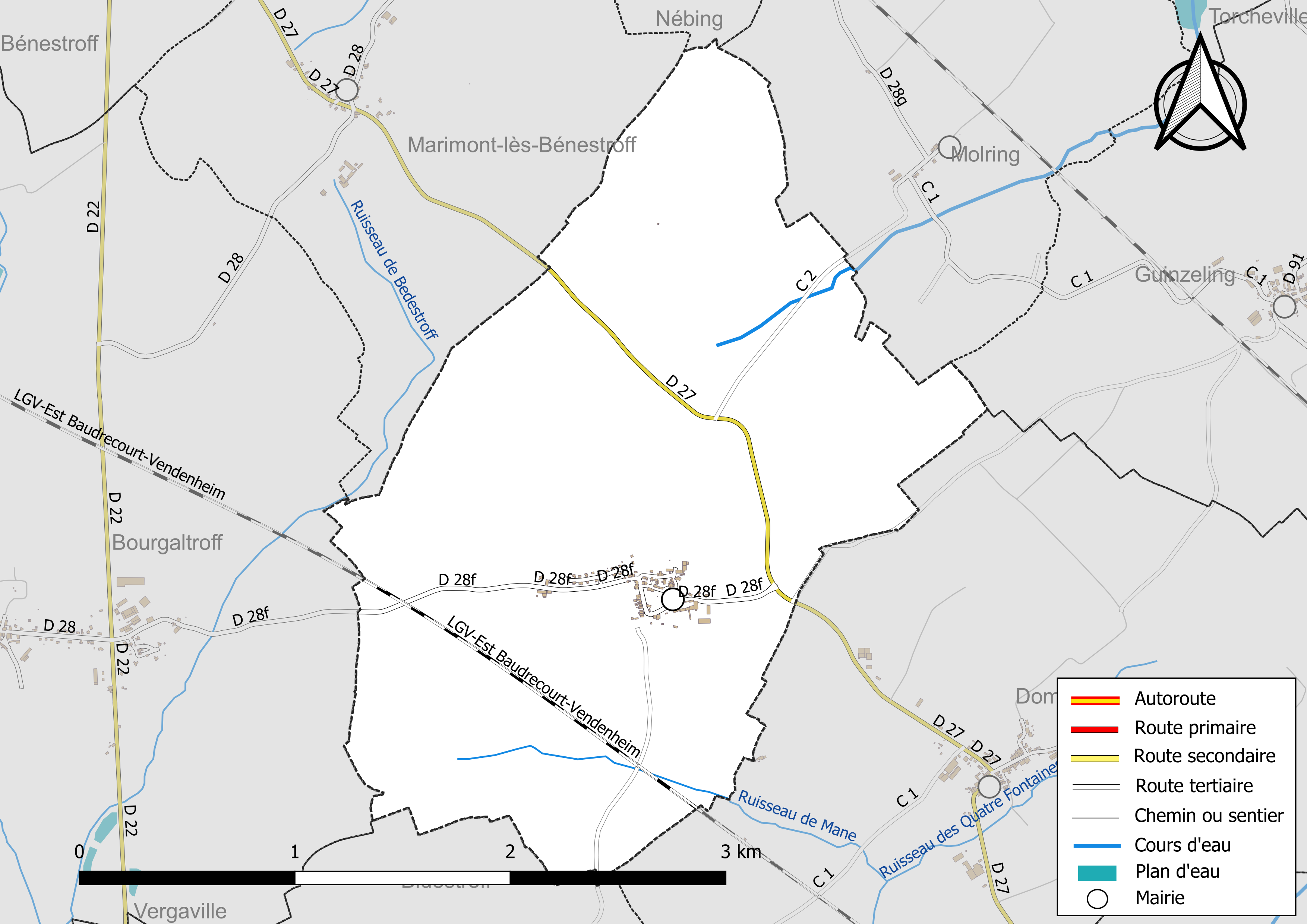
Réseaux hydrographique et routier de Bassing.

La qualité des eaux des principaux cours d’eau de la commune, notamment du ruisseau des Roses, peut être consultée sur un site spécial géré par les agences de l’eau et l’Agence française pour la biodiversité.

### Climat
Pour des articles plus généraux, voir Climat du Grand Est et Climat de la Moselle.
En 2010, le climat de la commune est de type climat des marges montargnardes, selon une étude du Centre national de la recherche scientifique s'appuyant sur une série de données couvrant la période 1971-2000. En 2020, Météo-France publie une typologie des climats de la France métropolitaine dans laquelle la commune est exposée à un climat semi-continental et est dans une zone de transition entre les régions climatiques « Lorraine, plateau de Langres, Morvan » et « Vosges ». 
Pour la période 1971-2000, la température annuelle moyenne est de 9,8 °C, avec une amplitude thermique annuelle de 17 °C. Le cumul annuel moyen de précipitations est de 825 mm, avec 12,2 jours de précipitations en janvier et 9,2 jours en juillet. Pour la période 1991-2020, la température moyenne annuelle observée sur la station météorologique de Météo-France la plus proche, « Rodalbe », sur la commune de Rodalbe à 8 km à vol d'oiseau, est de 10,6 °C et le cumul annuel moyen de précipitations est de 737,2 mm. 
La température maximale relevée sur cette station est de 38,7 °C, atteinte le 24 juillet 2019 ; la température minimale est de −18,1 °C, atteinte le 26 décembre 2010,,. 
Les paramètres climatiques de la commune ont été estimés pour le milieu du siècle (2041-2070) selon différents scénarios d'émission de gaz à effet de serre à partir des nouvelles projections climatiques de référence DRIAS-2020. Ils sont consultables sur un site spécial publié par Météo-France en novembre 2022.

## Urbanisme

### Typologie
Au 1er janvier 2024, Bassing est catégorisée commune rurale à habitat dispersé, selon la nouvelle grille communale de densité à sept niveaux définie par l'Insee en 2022.
Elle est située hors unité urbaine. Par ailleurs la commune fait partie de l'aire d'attraction de Dieuze, dont elle est une commune de la couronne,. Cette aire, qui regroupe 31 communes, est catégorisée dans les aires de moins de 50 000 habitants,.

### Occupation des sols
L'occupation des sols de la commune, telle qu'elle ressort de la base de données européenne d’occupation biophysique des sols Corine Land Cover (CLC), est marquée par l'importance des territoires agricoles (91,2 % en 2018), une proportion identique à celle de 1990 (91,2 %). La répartition détaillée en 2018 est la suivante : 
terres arables (71,6 %), prairies (19,2 %), forêts (8,8 %), zones agricoles hétérogènes (0,4 %). L'évolution de l’occupation des sols de la commune et de ses infrastructures peut être observée sur les différentes représentations cartographiques du territoire : la carte de Cassini (XVIIIe siècle), la carte d'état-major (1820-1866) et les cartes ou photos aériennes de l'IGN pour la période actuelle (1950 à aujourd'hui).

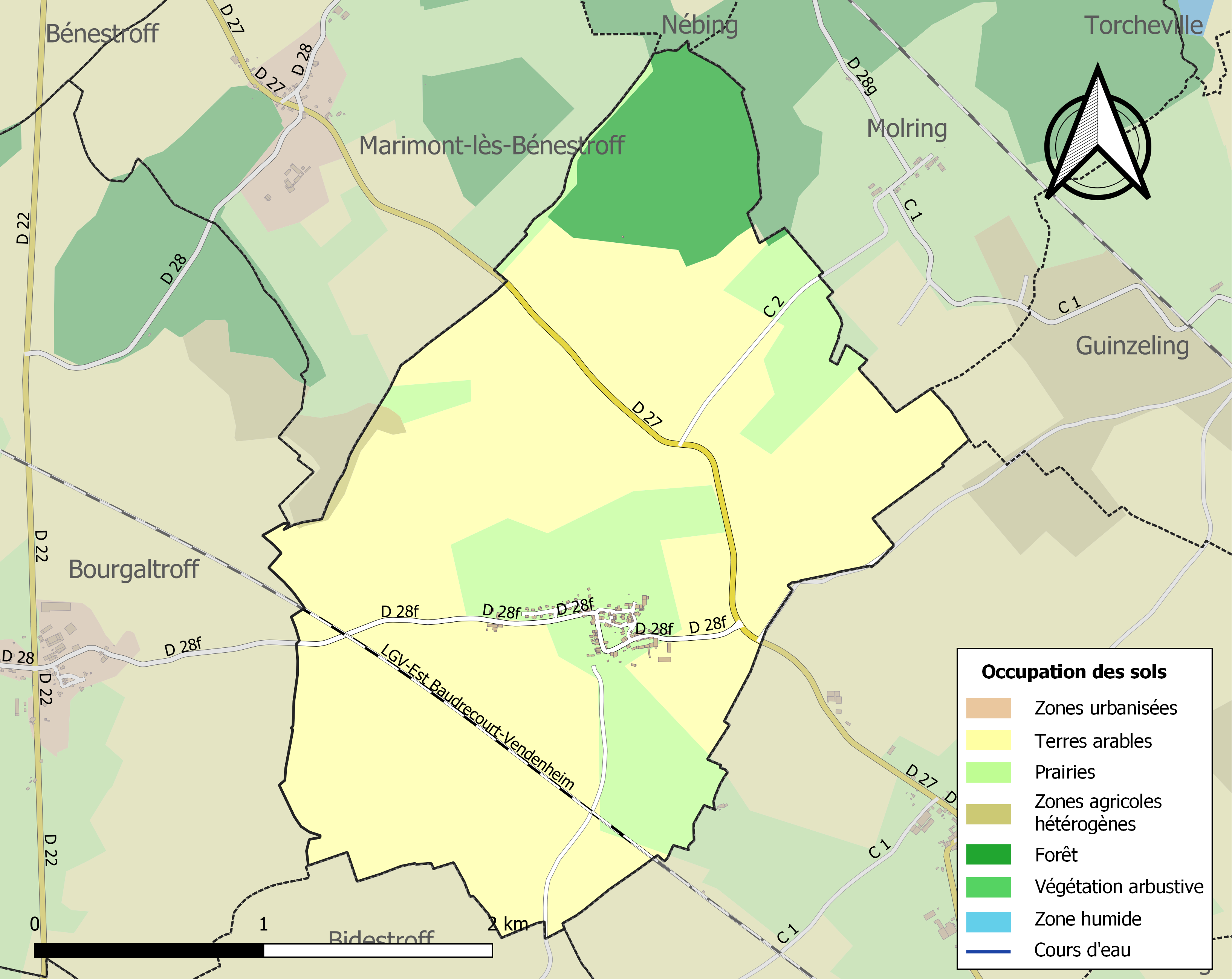
Carte des infrastructures et de l'occupation des sols de la commune en 2018 (CLC).

## Toponymie
- D'un nom de personne germanique Baso suivi du suffixe -ingen[14] puis -ing.
- Ancien noms : Buatgisinga[15], Buatgisingas[15], Badgisingas (765)[15], Bessingen (1267), Bessingen[16] (1525), Bassigen (1531), Bessing (1553), Bensingen (1594), Bestingen (1665)[17], Bassing (1793), Bessingen (1871-1918) et (1940-1945).

## Histoire
En 2010, l'INRAP a découvert à Bassing une résidence aristocratique gauloise, avec un trésor de 1165 monnaies gauloises, frappées entre -60 et -20, et de nombreuses armes celtes et romaines.
Le village, alors rattaché à la châtellenie ducale lorraine de Dieuze, est mentionné dans l'enquête qui suit la guerre des paysans, en 1525 ; la majorité des hommes du village avait rejoint les insurgés. Ces derniers, alors rassemblés dans le couvent de Herbitzheim, tentent une ambassade pour convaincre le duc Antoine de Lorraine de négocier. Le chef de la délégation, Hans Plumstein (Ploum stein Hanns) de Bassing, est arrêté avec ses compagnons, accusé de crime de lèse-majesté et jeté dans la prison de la Craffe, à Nancy. Il y est décapité publiquement, le mercredi 14 juin 1525, la veille de la Fête-Dieu.
Autour de 1594, Bassing appartient à la Seigneurie du Marimont lès-Bénestroff.
À partir du XVIIe siècle jusqu'à la Révolution, couvent de minimes.
Chef-lieu d'un district du canton de Dieuze de 1790 à 1801. Le canton disparaît par la suite.

## Politique et administration
| Période                                  | Période   | Identité           | Étiquette | Qualité |
| ---------------------------------------- | --------- | ------------------ | --------- | ------- |
| Les données manquantes sont à compléter. |           |                    |           |         |
| 1977                                     | mars 2008 | René Gaillot       |           |         |
| mars 2008                                | mars 2014 | Patrick Schweitzer |           |         |
| mars 2014                                |           | Christian Legrand  |           |         |

## Démographie
L'évolution du nombre d'habitants est connue à travers les recensements de la population effectués dans la commune depuis 1793. Pour les communes de moins de 10 000 habitants, une enquête de recensement portant sur toute la population est réalisée tous les cinq ans, les populations de référence des années intermédiaires étant quant à elles estimées par interpolation ou extrapolation. Pour la commune, le premier recensement exhaustif entrant dans le cadre du nouveau dispositif a été réalisé en 2005.

En 2022, la commune comptait 107 habitants, en évolution de −11,57 % par rapport à 2016 (Moselle : +0,52 %, France hors Mayotte : +2,11 %).
| 1793 | 1800 | 1806 | 1821 | 1831 | 1836 | 1841 | 1846 | 1851 |
| ---- | ---- | ---- | ---- | ---- | ---- | ---- | ---- | ---- |
| 214  | 270  | 278  | 322  | 341  | 368  | 340  | 350  | 323  |

| 1856 | 1861 | 1871 | 1875 | 1880 | 1885 | 1890 | 1895 | 1900 |
| ---- | ---- | ---- | ---- | ---- | ---- | ---- | ---- | ---- |
| 295  | 294  | 279  | 261  | 239  | 226  | 211  | 211  | 193  |

| 1905 | 1910 | 1921 | 1926 | 1931 | 1936 | 1946 | 1954 | 1962 |
| ---- | ---- | ---- | ---- | ---- | ---- | ---- | ---- | ---- |
| 195  | 182  | 160  | 166  | 166  | 168  | 157  | 141  | 129  |

| 1968 | 1975 | 1982 | 1990 | 1999 | 2005 | 2006 | 2010 | 2015 |
| ---- | ---- | ---- | ---- | ---- | ---- | ---- | ---- | ---- |
| 139  | 123  | 108  | 132  | 142  | 131  | 133  | 131  | 122  |

| 2020 | 2022 | - | - | - | - | - | - | - |
| ---- | ---- | - | - | - | - | - | - | - |
| 107  | 107  | - | - | - | - | - | - | - |

## Culture locale et patrimoine

### Lieux et monuments

Monument aux morts.

- Monument aux morts.
- Stèle à la mémoire d'Antoine Bechamp.

### Édifice religieux

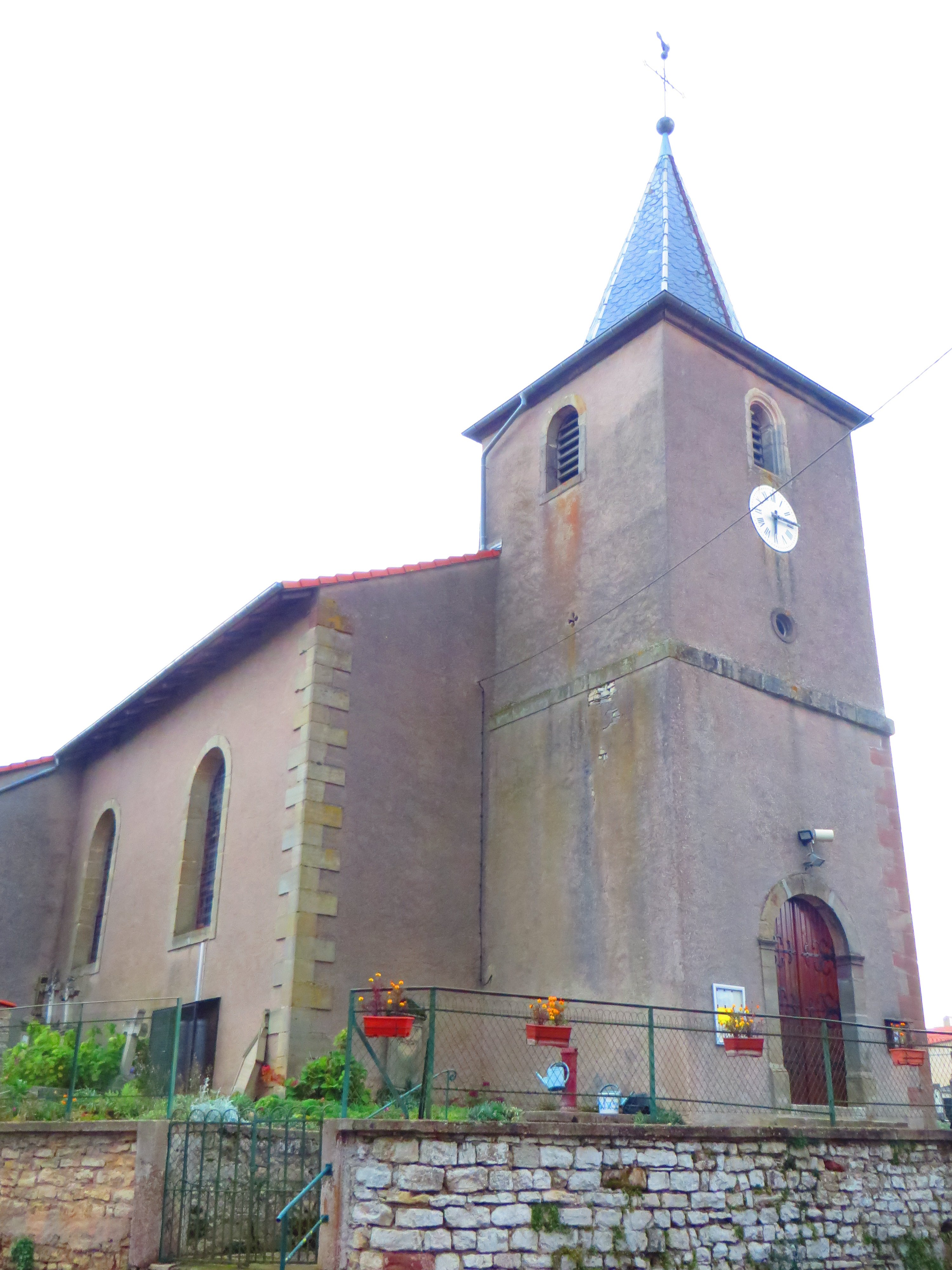
Église Saint-Maurice.

- Église Saint-Maurice 1762 : chaire 1750.

### Personnalités liées à la commune
- Antoine Béchamp, biologiste, est né à Bassing en 1816.

### Héraldique
| Blason de Bassing | Blason  | Parti : au 1er de gueules à trois bandes courbées d'argent, au 2e d'argent à la fasce de gueules ; à la lance d'or brochant sur la partition. |
| Blason de Bassing | Détails | Le statut officiel du blason reste à déterminer.                                                                                              |

## Pour approfondir